# Mars 2013
Mars 2013 est le 3e mois de l'année 2013.

## Événements
- 1er et 2 mars : le Tchad annonce avoir tué Abdelhamid Abou Zeid et Mokhtar Belmokhtar, deux des principaux chefs islamistes impliqués dans le conflit malien[1],[2].

- 1er au 3 mars : 32e édition des championnats d'Europe d'athlétisme en salle dans le Scandinavium à Göteborg en Suède.

- 3 mars : en Suisse, l’initiative populaire « contre les rémunérations abusives » est approuvée par 67,9 % des suffrages exprimés et la totalité des cantons[3].

- 4 mars :
  - élection présidentielle au Kenya : Uhuru Kenyatta est élu avec 50,03 % des voix face à l'actuel premier ministre Raila Odinga qui a obtenu 43,28 % des voix[4].
  - Décès d'une personne âgée de 87 ans à Shanghai. Le mois suivant, on l'identifie comme le premier cas imputable à l'influenzavirus A sous-type H7N9.

- 5 mars :
  - mort à 58 ans d’Hugo Chávez, président du Venezuela, des suites d’un cancer[5]. L'ancien vice-président Nicolás Maduro assure l'intérim en attendant des élections présidentielles[6].
  - le Front Moro de libération nationale revendique le débarquement de 10 000 combattants dans l’État de Sabah, en Malaisie, pour amener des renforts aux partisans de Jamalul Kiram III, prétendant au trône du sultanat de Sulu, en conflit ouvert avec l’armée malaisienne[7].

- 5 au 10 : 14e édition des championnats du monde de ski acrobatique à Voss et Oslo en Norvège.

- 7 et 8 mars : le Conseil de sécurité des Nations unies renforce les sanctions contre le programme nucléaire militaire de la Corée du Nord ; celle-ci menace les États-Unis d’« attaque nucléaire préventive » et dénonce les accords de non-agression avec la Corée du Sud[8].

- 9 mars : les travaillistes remportent les élections législatives anticipées de Malte avec 55 % des voix[9].

- 10 et 11 mars : référendum sur la souveraineté britannique aux îles Malouines : 92 % des 1 672 électeurs ont dit « oui » à une écrasante majorité au maintien du statut de territoire d'outre-mer du Royaume-Uni pour les Malouines. Seuls trois votes se sont exprimés contre[10].

- 10 au 17 : 103e édition des championnats du monde de patinage artistique à London au Canada.

- 12 mars :
  - ouverture du conclave de 2013 au Vatican.
  - le système de positionnement par satellites Galileo produit sa première position[11]
  - l'agence japonaise JOGMEC (Japan Japan Oil, Gas and Metals National Corporation) annonce la première récolte stabilisée d'hydrate de méthane des fonds marins[12].

- 13 mars :
  - l'Argentin Jorge Mario Bergoglio est élu pape et porte désormais le nom de pape François (déclaration à 20 h 13)[13].
  - inauguration d'ALMA, le plus grand radiotélescope du monde, dans le désert d'Atacama[14].
  - le prix Turing 2012 est décerné par l'A.C.M. à Shafi Goldwasser et Silvio Micali scientifiques cryptographes du Massachusetts Institute of Technology pour leurs travaux en matière de sécurisation d'Internet[15].
  - le prix Holberg récompensant des travaux scientifiques en sciences humaines et sociales, en droit ou en théologie est décerné au sociologue Bruno Latour pour avoir procédé à une analyse et réinterprétation ambitieuses de la modernité[16].

- 14 mars : Xi Jinping est élu président de la république populaire de Chine par l'Assemblée nationale populaire[17].

- 15 mars :
  - Li Keqiang est élu Premier ministre par l'Assemblée nationale populaire de la république populaire de Chine[18].
  - abolition de la peine de mort dans le Maryland (États-Unis)[19].

- 16 mars :
  - les Zimbabwéens se prononcent par référendum sur une nouvelle Constitution avant l'organisation d’élections présidentielle et législatives[20].
  - en Italie, Laura Boldrini (SEL) et Pietro Grasso (PD) sont respectivement élus présidente de la Chambre des députés et président du Sénat de la République pour la XVIIe législature[21].
- 16 au 24 : 35e édition des championnats du monde de curling féminin à Riga en Lettonie.
- 17 mars : l'architecte japonais Toyo Ito remporte le prix Pritzker pour ses Structures intemporelles[22].
- 18 mars : attentat à Kano, au Nigeria.
- 20 mars :
  - Alenka Bratušek devient la première femme investie présidente du gouvernement de la Slovénie[23].
  - le prix Abel est attribué au mathématicien belge Pierre Deligne[24].
  - le président américain, Barack Obama, se rend en visite officielle de trois jours en Israël et en Palestine. Il s'agit de la première visite du président depuis 2008[25].
- 21 mars : le chef du Parti des travailleurs du Kurdistan Abdullah Öcalan appelle à un cessez-le-feu dans le conflit qui oppose son mouvement à la Turquie[26].
- 22 mars : arrivée à La Haye, aux Pays-Bas, de Bosco Ntaganda afin de comparaître devant la Cour pénale internationale (CPI) pour crimes contre l'humanité et crimes de guerre commis en 2002 et en 2003 à Ituri dans le nord-est de la république démocratique du Congo[27].
- 24 mars :
  - en France, manifestation en opposition à la loi Taubira sur le mariage pour tous, organisée notamment par l'association LMPT[28].
  - l’ancien président du Pakistan, Pervez Musharraf revient au pays après quatre années d’exil pour participer aux prochaines élections législatives[29].
- 24 mars et 25 mars : coup d'État en République centrafricaine. Le président François Bozizé a pris la fuite. Il serait arrivé au Cameroun selon le ministre camerounais de la Défense, Edgar Alain Mébé Ngo'o[30],[31]. Sa famille a trouvé refuge au Congo[32]. Le chef des rebelles, Michel Am-Nondokro Djotodia, prend le pouvoir et se proclame président de la république[33].
- 30 mars au 7 avril : 55e édition des championnats du monde de curling masculin à Victoria au Canada.
- 31 mars : révélation à la Presse d'une première apparition de l'influenzavirus A sous-type H7N9 dans la conurbation de Shanghaï, remontant au 4 mars.

## Sources
1. ↑  France 24 - 1er mars 2013 - N'Djamena annonce la mort d'Abou Zeid, le bandit devenu émir d'Aqmi.
2. ↑  Jeune Afrique - 2 mars 2013 - Le Tchad annonce la mort de Mokhtar Belmokhtar au nord du Mali.
3. ↑  La Libre Belgique - 3 mars 2013 - Suisse : large « oui » à l'interdiction des parachutes dorés.
4. ↑  La Libre Belgique - 9 mars 2013 - Kenya : Kenyatta élu président, Odinga évoque une élection « faussée ».
5. ↑  Le Nouvelliste - 6 mars 2013 - Le président vénézuélien Hugo Chavez est décédé terrassé par le cancer.
6. ↑  Le Monde - 9 mars 2013 - Caracas enterre Hugo Chavez et investit Nicolas Maduro.
7. ↑  Courrier international - 6 mars 2013 - Au nom du Sultan du Sulu.
8. ↑  Le Monde - 27 mars 2013 - La Corée du Nord va couper les communications avec la Corée du Sud.
9. ↑  Élections législatives à Malte.
10. ↑  France 24 - 12 mars 2013 - Référendum : les Malouines plébiscitent leur appartenance au Royaume-Uni.
11. ↑  Satellites : le système de navigation Galileo détermine sa première position.
12. ↑  Les Échos - 12 mars 2013 - Glace qui brûle : succès de la première extraction japonaise.
13. ↑  La Libre Belgique - 13 mars 2013 - L'Argentin Jorge Mario Bergoglio devient le pape François.
14. ↑  Chili : inauguration du plus grand télescope du monde.
15. ↑  (en) CNET - 13 mars 2013 - Cryptography scientists win 2012 Turing award.
16. ↑  Le Monde - 13 mars 2013 - L'anthropologue français Bruno Latour reçoit le prix Holberg en Norvège.
17. ↑  Le Soir - 14 mars 2013 - Xi Jinping est officiellement le nouveau président chinois.
18. ↑  Le Nouvel Observateur - 15 mars 2013 - Li Keqiang est élu nouveau premier ministre chinois.
19. ↑  Radio-Canada - 16 mars 2013 - Le Maryland abolit la peine de mort.
20. ↑  Le Nouvel Observateur - 16 mars 2013 - Référendum constitutionnel au Zimbabwe.
21. ↑  Euronews - 17 mars 2013 - Italie : des présidents pour les chambres, mais pas de majorité pour un gouvernement.
22. ↑  Paris Match - 18 mars 2013 - Prix Pritzker - Les structures intemporelles de Toyo Ito.
23. ↑  Le Parisien - Slovénie : le Parlement vote l'investiture d'un gouvernement de centre-gauche.
24. ↑  La Libre Belgique - 20 mars 2013 - Le Belge Pierre Deligne remporte le Nobel de mathématiques.
25. ↑  La Libre Belgique - 20 mars 2013 - Obama en Israël : une visite historique dont il ne faut pas attendre grand-chose.
26. ↑  Le Monde - 22 mars 2013 - Le chef kurde Abdullah Öcalan appelle à la trêve avec Ankara.
27. ↑  Le Monde - 26 mars 2013 - Bosco Ntaganda répond devant la CPI d'une partie de ses crimes au Congo.
28. ↑  AFP, « Manif pour tous : les organisateurs revendiquent 1,4 million de manifestants », sur Libération (consulté le 26 novembre 2022)
29. ↑  Le Monde - 24 mars 2013 - Malgré les menaces, Pervez Musharraf revient au Pakistan.
30. ↑  Camer - 24 mars 2013 - Coup d’État en RCA : François Bozizé a trouvé refuge au Cameroun.
31. ↑  La Libre Belgique - Le président déchu Bozizé réfugié au Cameroun.
32. ↑  Libération - 25 mars 2013 - La famille de François Bozizé accueillie en RDC.
33. ↑  Slate Afrique - 25 mars 2013 - Michel Djotodia, le chef rebelle devenu président.